# Robert Finster (Schauspieler)

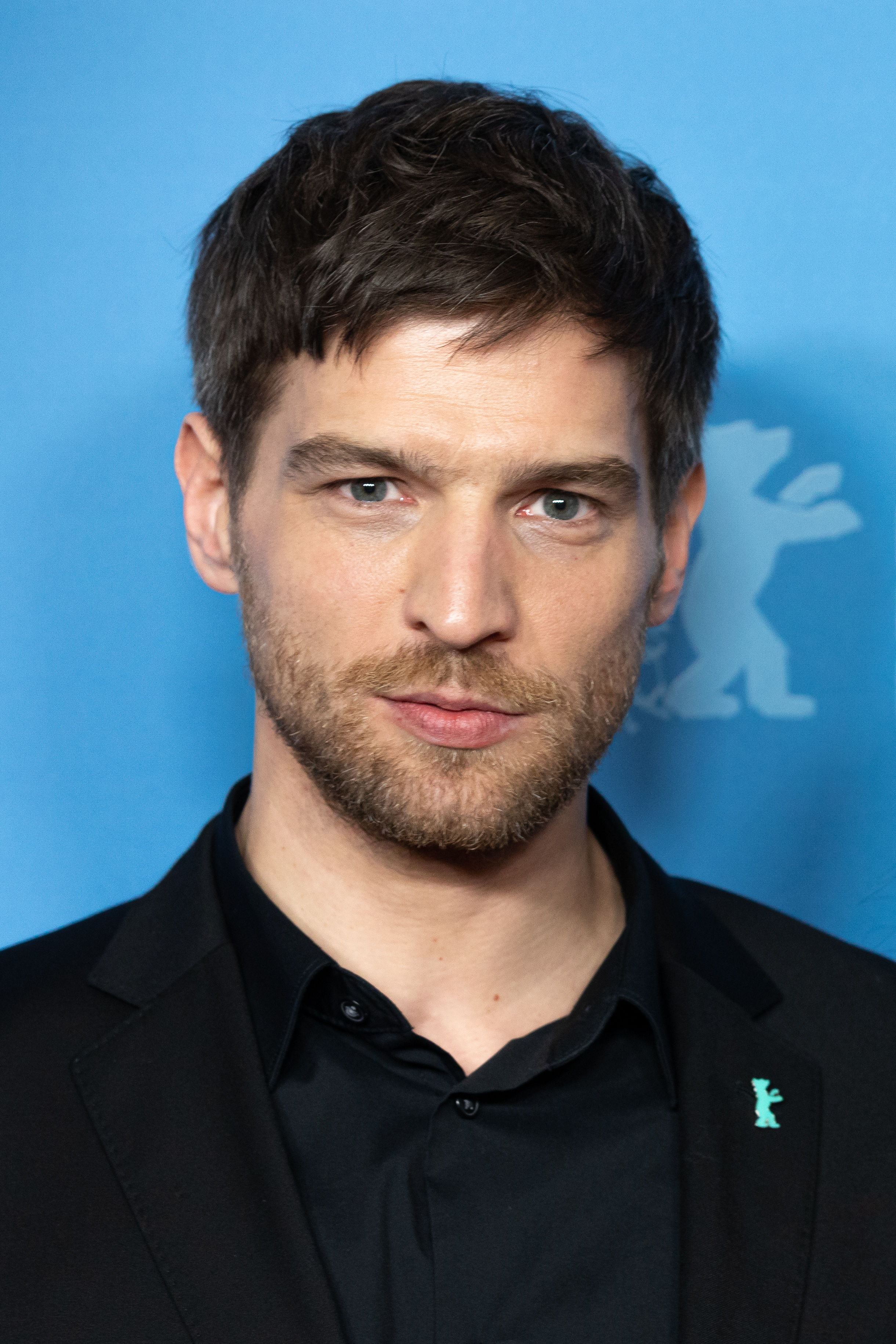
Robert Finster auf der Berlinale 2020

Robert Finster (* 1984 in Bruck an der Mur) ist ein österreichischer Schauspieler.

## Leben
Robert Finster wurde als Kind von Musikern geboren und wuchs in Graz auf. Als Kind lernte er Violine und Chorgesang, später war er Mitglied der Kabarettgruppe Andritzer Treffpünkte und arbeitete selbstständig in der Telekommunikationsbranche im Außendienst. Zunächst wollte er in Graz Schauspiel studieren, wurde dort aber abgelehnt. Ab 2007 studierte er schließlich am Wiener Max Reinhardt Seminar Schauspiel, das Studium schloss er 2011 erfolgreich ab.
Bei den Festspielen Reichenau war er 2011 in Fräulein Else und 2012 in Stefan Zweigs Ungeduld des Herzens zu sehen, am Vorarlberger Landestheater spielte er ab 2011 unter anderem in Tartuffe, Die verzauberten Brüder, Mutter Courage und Ronja Räubertochter. Am Grazer Theater am Lend stand er 2012 mit Cafe deja vu auf der Bühne, am Garage X Theater Petersplatz war er 2014 in Das Maß der Dinge von Neil LaBute zu sehen. 2015 spielte er am Bosnian National Theatre Zenica in Balkan Requiem, außerdem war er am Wiener Lustspielhaus von Adi Hirschal als Hamlet zu sehen und spielte mit dem Aktionstheater Ensemble in Angry Young Men und Kein Stück über Syrien.
Im Kinofilm Hüter meines Bruders verkörperte er 2014 die Rolle des Pietschi Mordelt, in Vor der Morgenröte spielte er 2016 Karl Hoeller. 2017 stand er für Dreharbeiten zum ORF/ARD-Fernsehfilm Dennstein & Schwarz – Sterben macht Erben und die ORF-Fernsehserie Walking on Sunshine vor der Kamera.
In Freud, der ersten Zusammenarbeit von Netflix mit dem ORF, einer Serie über Sigmund Freud, übernahm er die Titelrolle. Seit der Saison 2019/20 ist er Ensemblemitglied am Schauspielhaus Graz. In der Netflix-Serie Tribes of Europa war er 2021 als Crimson Commander David Voss zu sehen.

## Filmografie (Auswahl)
- 2011: Wie man leben soll
- 2012: Vier Frauen und ein Todesfall – Notlügen
- 2013: CopStories – Bist du deppert
- 2014: Hüter meines Bruders
- 2014: Boͤsterreich (Fernsehserie, eine Episode)
- 2016: Die Hochzeit (Kurzfilm)
- 2016: Kästner und der kleine Dienstag
- 2016: Vor der Morgenröte
- 2017: Krieg
- 2018: Dennstein & Schwarz – Sterben macht Erben
- 2018: SOKO Donau – Tod im Taxi
- 2019: Walking on Sunshine
- 2019: Kaviar
- 2019: SOKO Kitzbühel – Alleingelassen
- 2020: Freud (Fernsehserie)
- 2020: Die Toten vom Bodensee – Der Wegspuk (Fernsehreihe)
- 2021: Tribes of Europa (Fernsehserie)
- 2021: Prey
- 2021: Mord in der Familie – Der Zauberwürfel (Fernsehfilm)
- 2024: Crooks (Fernsehserie)
- 2024: SOKO Linz (Fernsehserie, Episoden Hopfen und Malz und Das Phantom)
- 2025: Tatort: Borowski und das hungrige Herz (Fernsehreihe)
- 2025: In Wahrheit: Für immer Dein (Fernsehreihe)